# Korb Flóris

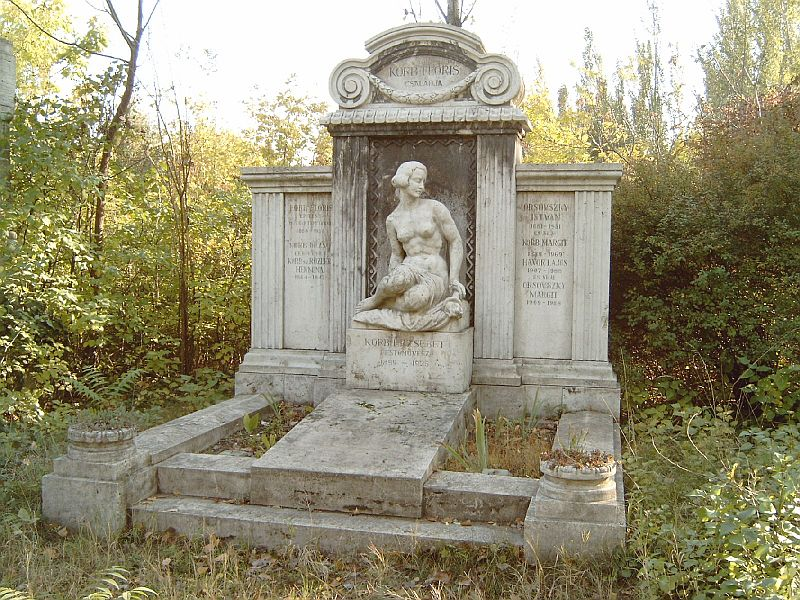
Korb Flóris családjának síremléke Budapesten, Kerepesi temető: 51-1-2. Kisfaludi Strobl Zsigmond alkotása

Korb Flóris Nándor (Kecskemét, 1860. április 7. – Budapest, 1930. szeptember 16.) magyar építész.

## Életpályája

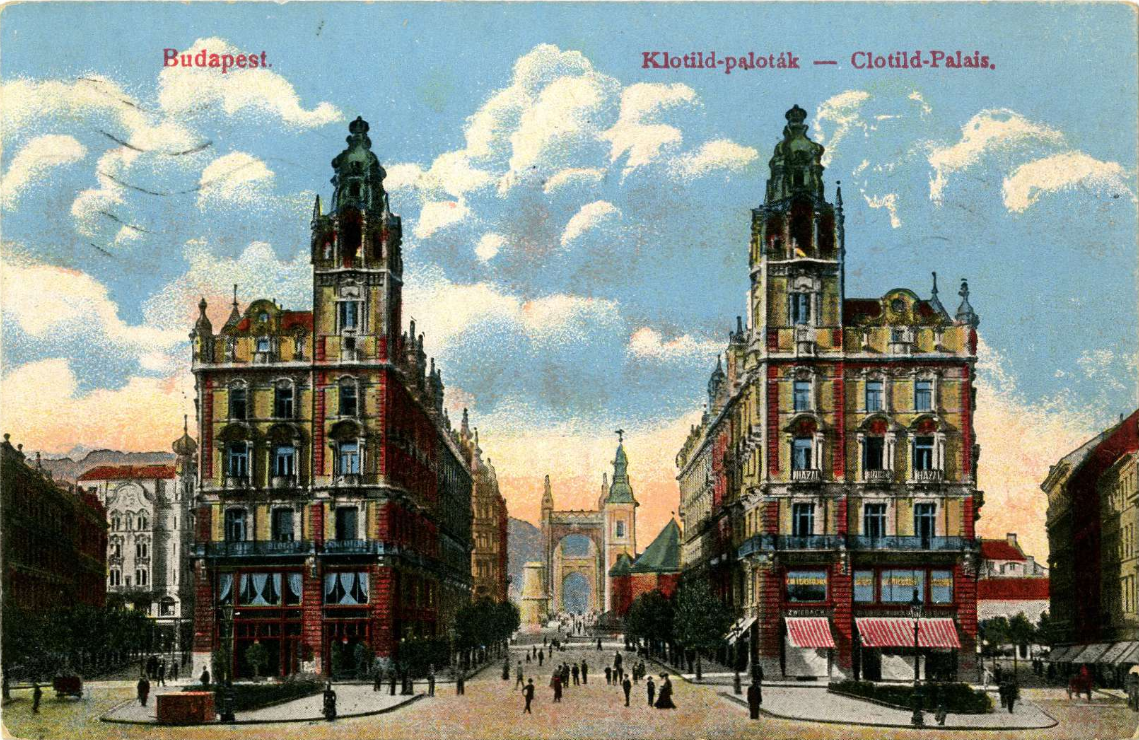
A Klotild paloták, 1903 után

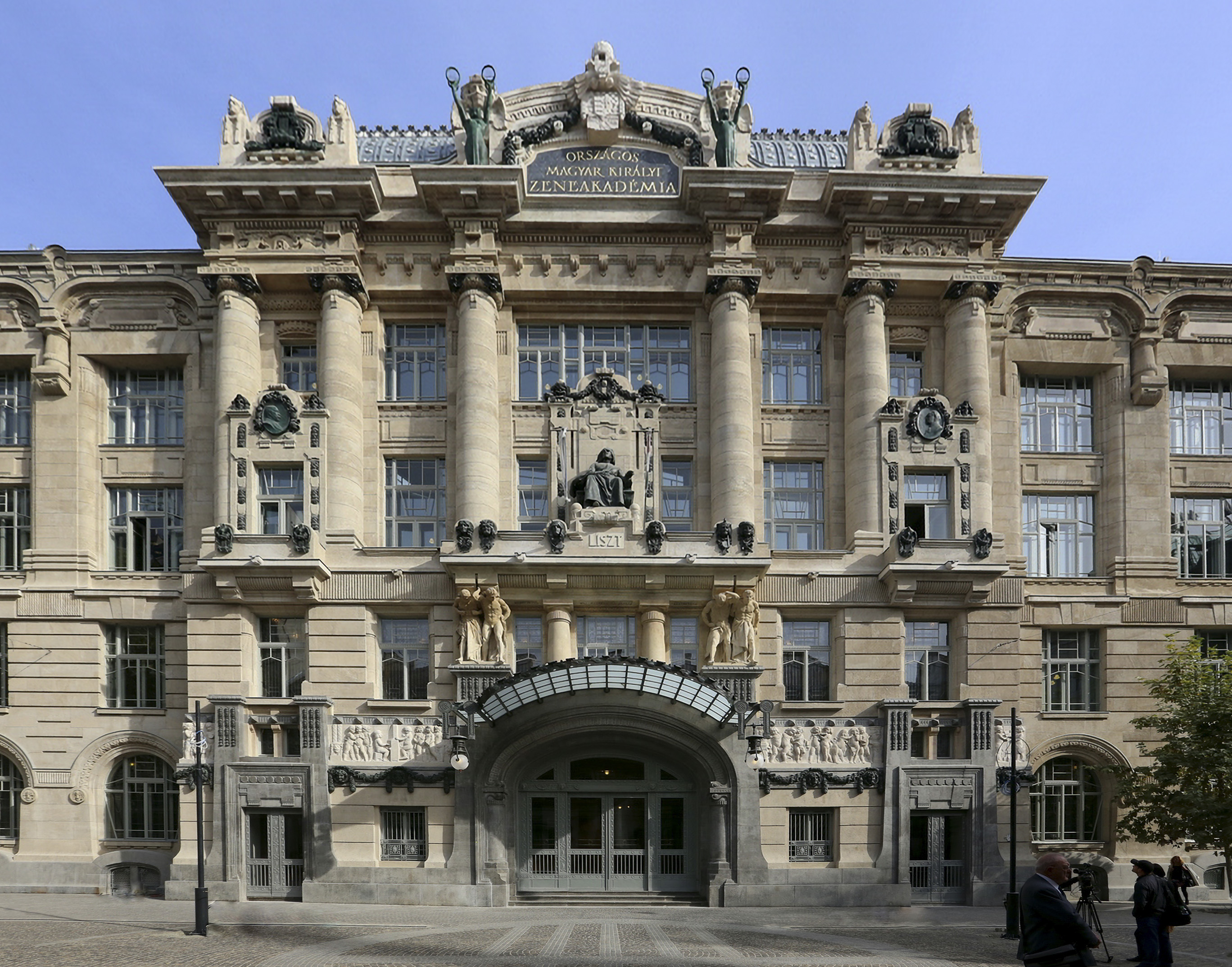
A Zeneakadémia, 2013

Berlinben végezte tanulmányait, majd diplomája megszerzése után hazatért, és 14 éven át Hauszmann Alajos irodájában dolgozott, ahol részt vett a New York-palota tervezésében is. 1893-tól kezdve azonban Giergl Kálmánnal társult. és vele tervezte többek között a két Klotild palota, majd a Zeneakadémia épületét, illetve több budapesti bérházat.
1924-ben Greguss-díjat kapott, az angol Királyi Építésztársaság pedig tagjává avatta.

## Épületei
- New York-palota, Budapest (Hauszmann Alajossal és Giergl Kálmánnal, 1891-1895)
- Korb Flóris saját bérháza, Belgrád rakpart 9., 1892
- Klotild paloták, Budapest (1899–1902)
- Királyi bérpalota, Budapest (1900–1901)
- Pesti Hírlap háza (Légrády testvérek palotája), Budapest (Giergl Kálmánnal, 1893–1894)
- Nádor-híd, Budapest, Városliget (1893–1895)
- Ügyvédi kamara székháza, Budapest (Giergl Kálmánnal, 1894–1896)
- Weiner–Grünbaum Áruház, Budapest (Giergl Kálmánnal, 1894–1897)
- Pécsi Takarékpénztár, Pécs (Giergl Kálmánnal, 1896–1898)
- Morlin-ház, Budapest (Giergl Kálmánnal, 1897/1903)
- Lánczy Leó palotája (ma a Kínai Népköztársaság Nagykövetsége), Budapest (Giergl Kálmánnal, 1897–1898)
- Magyar Országos Központi Takarékpénztár fiókja és bérháza, Budapest (Giergl Kálmánnal, 1898)
- Egyetemi Könyvtár, Kolozsvár (Giergl Kálmánnal, 1904-1909)
- Zeneakadémia, Budapest (Giergl Kálmánnal, 1904–1907)
- Állami Főgimnázium (ma Szent István Gimnázium), Budapest (Giergl Kálmánnal, 1906–1909)
- Amizoni Károly által alapított Országos Magyar Nőnevelő Intézet, Budapest, Columbus utca 87–89. (Giergl Kálmánnal, 1908)
- Stefánia Gyermekkórház és Ambulatórium (ma I. számú Gyermekklinika), Budapest (Giergl Kálmánnal, 1909)
- Korb Flóris bérháza, lakása és irodája, Budapest (1910–1911)
- Kasselik alapítvány bérháza, Budapest (Giergl Kálmánnal, 1911–1912)
- Tisza István Tudományegyetem klinikai együttese, Debrecen (Giergl Kálmán részvételével, 1912-1927)
- Tüzérlaktanya (később Kábelművek műhelyépülete), Szeged (1913)
- Gróf Apponyi Albert Poliklinikája új 450 ágyas kórházának terve, Budapest (Giergl Kálmánnal, 1913)
- Kasselik-alapítvány bérháza, Budapest (Giergl Kálmánnal, 1913–1914)
- Kasselik-alapítvány 5-6 emeletes palotája, Budapest (Giergl Kálmánnal, 1914)
- Tisza István Tudományegyetem központi épület, [halott link] Debrecen (Giergl Kálmánnal, 1917–1932)
- Magyar Pénzjegynyomda Rt. épülete, Markó utca 13–17. – Honvéd utca 21. – Szemere utca 14., Budapest, 1923–1927
- Klinikák, Budapest  , Kolozsvár, Szeged
- Kereskedelmi Ipar-hitelintézet és Népbank (ma Sajtóház), Kecskemét (1909–1912)
- Zielinski-féle víztorony  , Szeged (1903–1904)
- a fonyódi templom, 1902-ben készült el. Az építtető Major Ferenc székesfehérvári orvos volt, hálából, hogy súlyos betegségből meggyógyult.[4]
- Tüdőbeteg-gondozó, Budapest XIII., Dévai utca 15/A, 1914